# Flachsiedlung Neuharlaching
Koordinaten: 48° 6′ 2,2″ N, 11° 34′ 48,3″ O

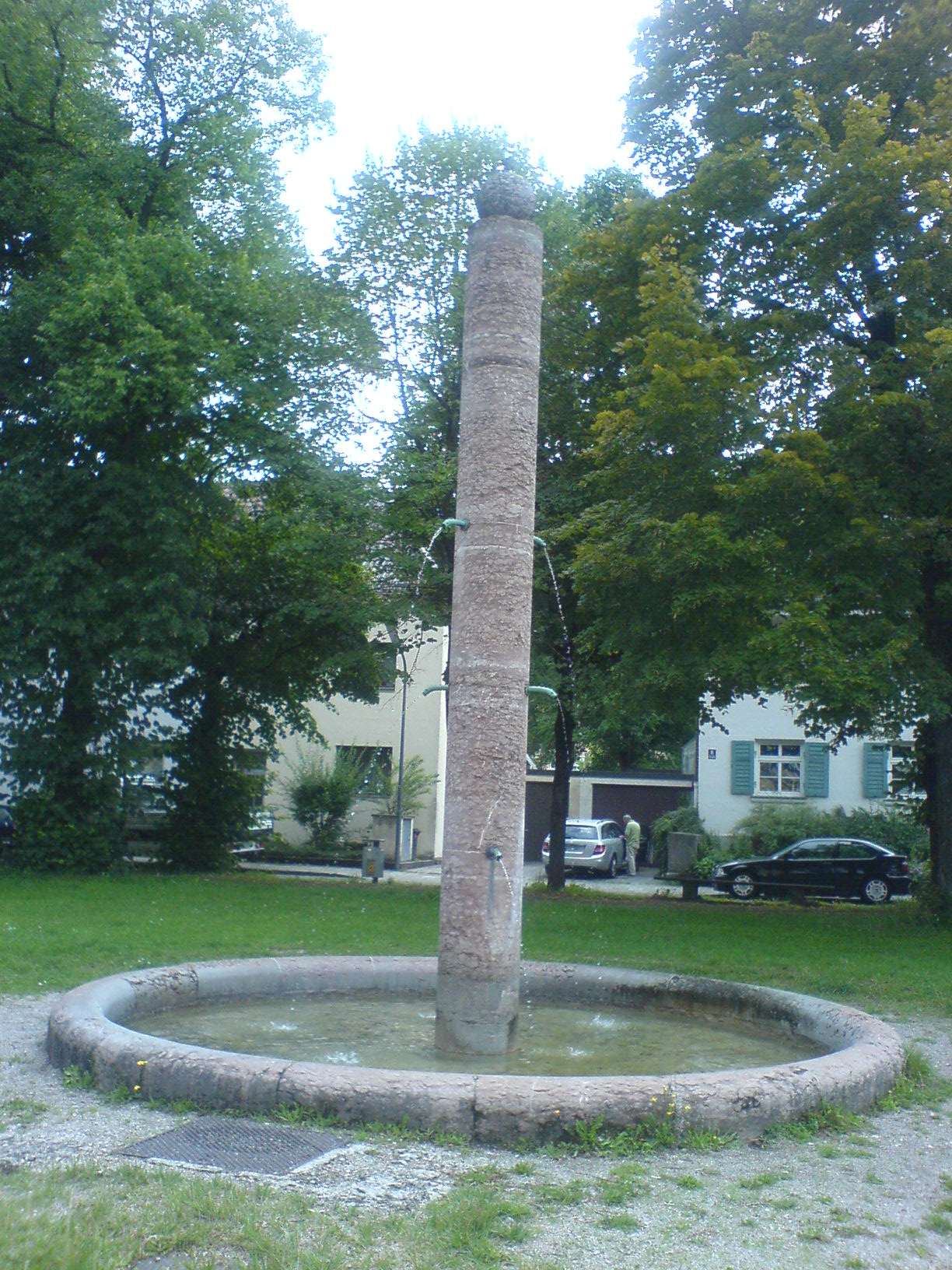
Brunnenstele am Hochvogelplatz

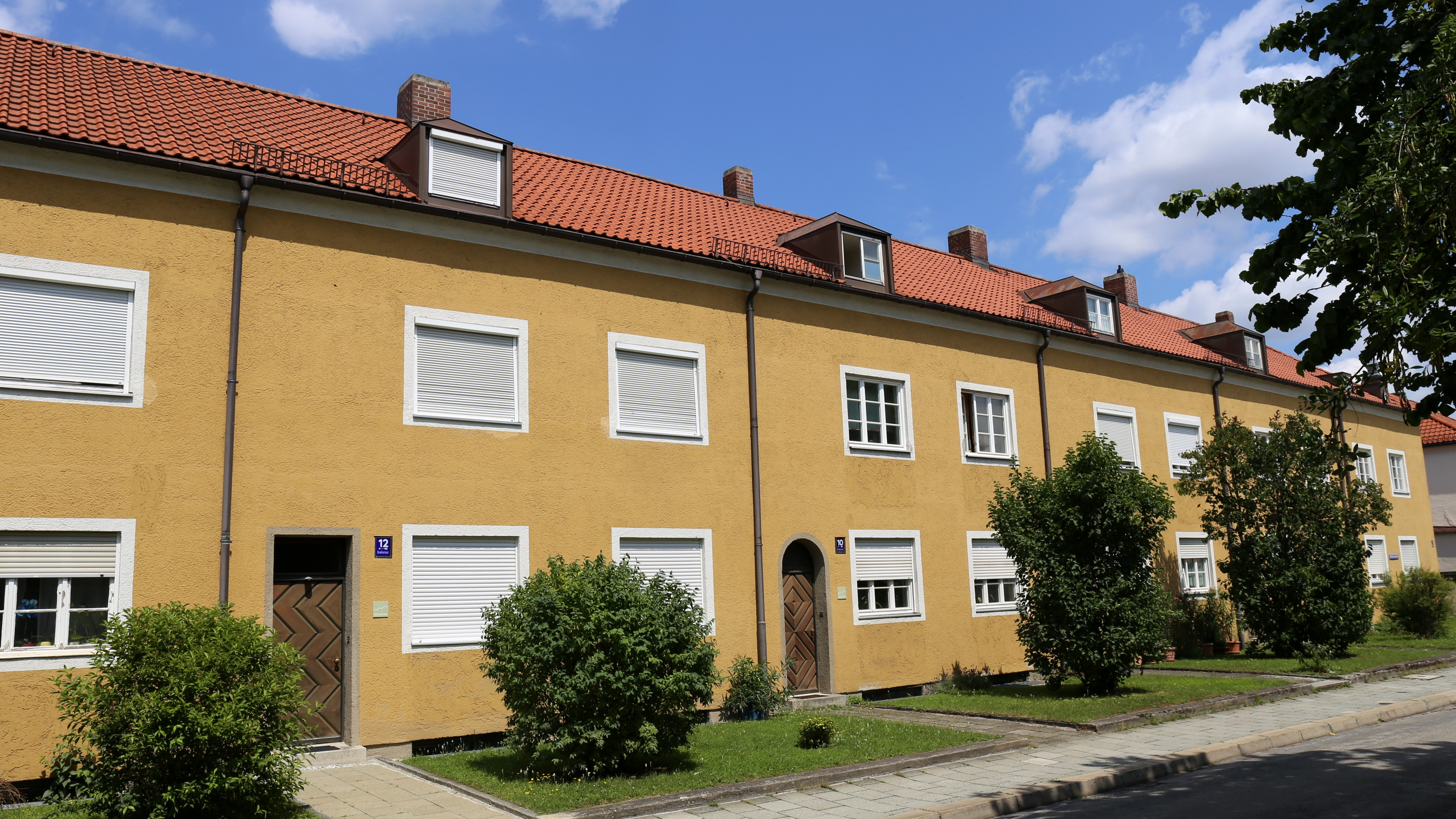
Rotdornstraße

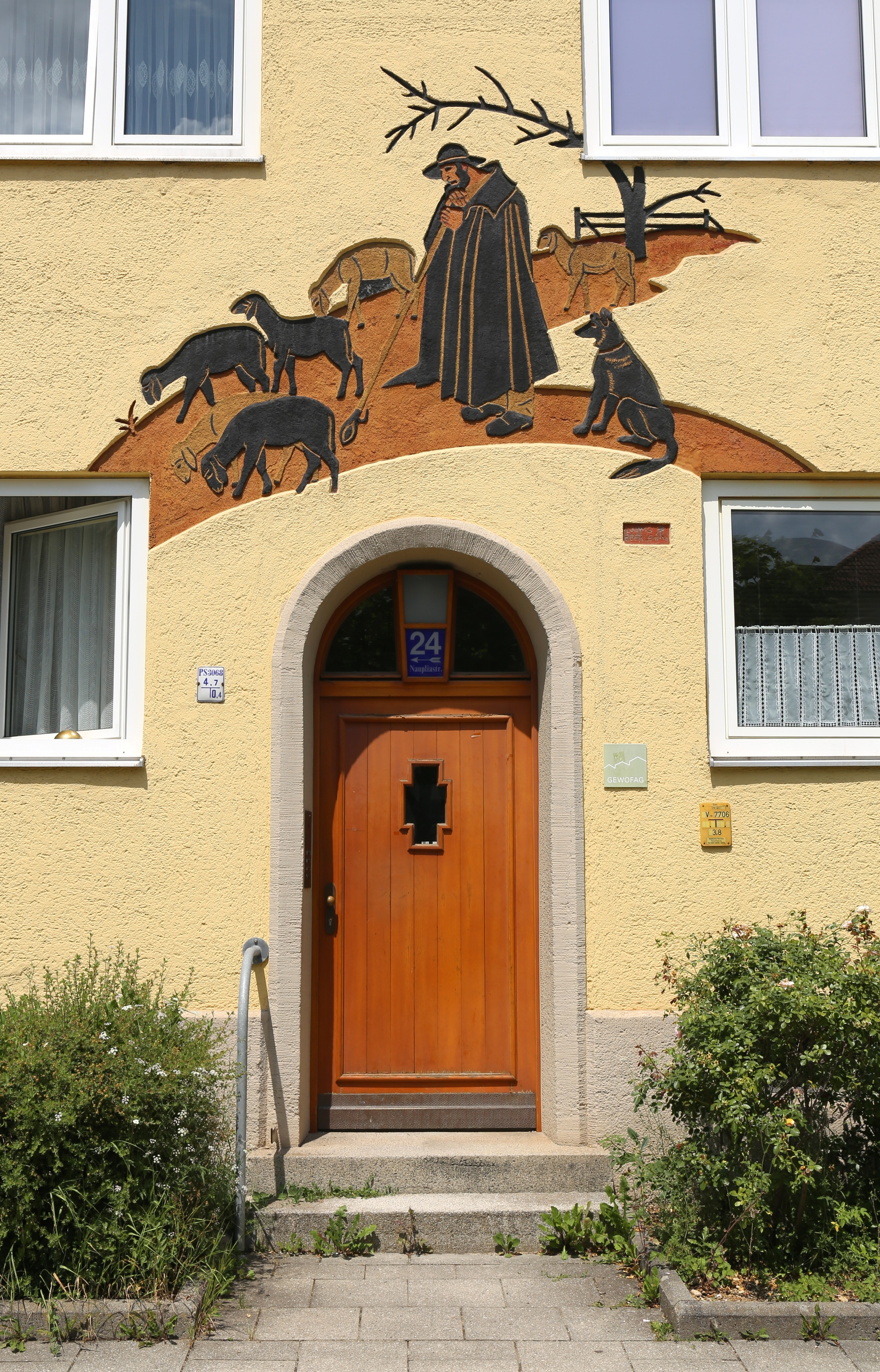
Naupliastraße

Die Flachsiedlung Neuharlaching, ursprünglich auch als Flachsiedlung Am Hohen Weg bezeichnet, ist eine Wohnsiedlung im südlichen Münchner Stadtteil Harlaching im Stadtbezirk 18 Untergiesing-Harlaching. Mit der Flachsiedlung zwischen Nauplia-/Soyerhof- und Rotbuchenstraße begann 1928 die Bebauung von Neuharlaching. Die Siedlung steht als Baudenkmal (E-1-62-000-38) unter Ensembleschutz.

## Geschichte
Aufgrund eines 1927 durchgeführten Wettbewerbes plante die Gemeinnützige Wohnungsfürsorge AG München 1928 unter der künstlerischen Oberleitung des Architekturbüros Lechner & Norkauer sowie von Eugen Dreisch und Wilhelm Scherer eine gartenstadtähnliche Großsiedlung auf der Höhe östlich von Harlaching. Der Siedlungsbereich konnte als ideale Lage gelten: Den Perlacher Forst im Rücken ist er, in Blickverbindung, der Stadt zugewandt; für die verkehrstechnische Anbindung an die Stadt konnte eine Straßenbahnlinie eingerichtet werden. Als die Weltwirtschaftskrise 1930 die Bautätigkeit zum Erliegen brachte, war jedoch nur weniger als die Hälfte der vorgesehenen Bauten errichtet; insbesondere fehlten – und fehlen noch – die als notwendig vorgesehenen Gemeinschaftseinrichtungen. Doch auch als Fragment ist die Großsiedlung ein sprechendes Zeugnis für die besonderen, künstlerisch-gesellschaftlichen Intentionen ihrer Schöpfer. Hier sollte offenbar verschiedenen Bedürfnissen und Ständen in Gemeinschaft Wohngelegenheit geboten werden: Bescheidenen Ansprüchen in kompakten, doch um große Höfe geschlossenen oder als lange Zeilen gestreckten Anlagen, die Zeilen gegen den tangentialen Verkehr abschirmend; gehobenen Ansprüchen in gleichartigen Einfamilienhäusern in bevorzugter Lage über dem Hang; dazwischen eingeschlossen Mehrfamilienhäuser.
Die Gliederung der Blöcke und Zeilen ist so angelegt, dass sich auch städtebaulich Merk- und Richtpunkte ergeben. Das reichliche Grün ist grundsätzlich ein allgemeines, nur die Grundstücke der Einfamilienhäuser sind durch Zäune ausgeschieden. Die bescheidene Kunst am Bau ist Teil der Planung; das gilt auch für den integrierten Hochvogelplatz, dessen Brunnen von Andreas Lechner als Identifikationsmerkmal dienen sollte. Im ganzen unterscheidet sich die Siedlung durch ihre offene Komposition, durch die Mehrzahl ihrer Bautypen von den straffzusammengefassten Anlagen rein sozialen Wohnungsbaues ebenso wie von den lockeren Gruppierungen gehobener, gartenstädtischer Villenviertel. An der Stelle von Isolation einerseits und Verdichtung andererseits sucht sie ein Miteinander, auch im gesellschaftlichen Sinne, zu verwirklichen. Dieser Anspruch wird auch mit dem zeitgenössisch programmatischen Schlagwort "Flachsiedlung" dokumentiert. Bedauerlicherweise haben Abbrüche und Neubauten in der Reihe der Einfamilienhäuser zu Störung und Reduktion des Ensembles in diesem Bereich geführt.